# Aspidosiphon (Aspidosiphon) elegans
Aspidosiphon (Aspidosiphon) elegans is een soort in de taxonomische indeling van de Sipuncula (Pindawormen).
Het dier behoort tot het geslacht Aspidosiphon en behoort tot de familie Aspidosiphonidae. De wetenschappelijke naam van de soort werd, als Sternaspis elegans, voor het eerst geldig gepubliceerd in 1821 door Chamisso & Eysenhardt.